# 东北育才外国语学校
育才外国语学校原为东北育才学校中日友好分校，位于中国辽宁省沈阳市浑南科技产业开发区，首次招生于1998年9月。在脱离东北育才学校后成为一私立外国语学校。
该学校曾由东北育才学校与日本关西语言学院合作，由日方出资，中方提供师资及管理的合作办学学校。该学校提供半军事化管理，在国家基本教学大纲的基础上加授日本语，在高中3年毕业时学生平均日语水平可以达到日语能力测试（JLPT）2级。其毕业生80%左右在毕业后到日本报考相关大学。
育才外国语学校是于1998年由东北育才学校与日本关西语言学院共同创建的一所私立学校。学校位于沈阳市浑南新区21世纪广场南1800米处，与东北育才学校浑南校区高中部相距800米。学校占地4.5万平方米(67.5亩)，建筑面积2.56万平方米，总投资6600万元。现有高、初中27个班，近1000名学生，中外籍教师共108名。

## 发展历史
- 1998年9月至1999年9月在东北育才学校沈阳市内中山公园校区内与东北育才学校共享校舍。